# U4-Triebwagen
U4-Triebwagen (oder kurz Baureihe U4) ist die Bezeichnung für die vierte Generation von Stadtbahnfahrzeugen in Frankfurt am Main. Die Triebwagen wurden für den Einsatz bei der U-Bahn Frankfurt entwickelt und verkehren dort seit 1994 auf der A-Strecke.

## Allgemeines
Der U4-Wagen ist ein sechsachsiger Zweirichtungs-Gelenktriebwagen in Hochflurbauweise. Er wurde Anfang der 1990er Jahre von Duewag und Siemens entwickelt. Vom Grundkonzept ist er seinem Vorgänger, dem 15 Jahre älteren U3-Triebwagen, in vielen Punkten sehr ähnlich. Die Aufteilung im Innenraum sowie die Tür- und Fensteranordnung sind identisch, während die Fußbodenhöhe mit 87 cm etwas niedriger ist, weshalb die Fahrzeuge auf getrennten Strecken eingesetzt werden. Technisch und optisch ist der Wagen mit der zeitgleich von Duewag und Siemens entwickelten Straßenbahn der Baureihe R verwandt. Umgangssprachlich werden die Fahrzeuge des Typs U4 aufgrund ihres eigentümlichen Fahrgeräusches auch als „Dino“ bezeichnet.

## Geschichte
Ursprünglich war geplant, den U3-Wagen als Einheitswagen in größeren Stückzahlen für das gesamte U-Bahn-Netz zu beschaffen. Aus finanziellen Gründen wurde die 1986 neueröffnete C-Strecke, für die neue U3-Wagen vorgesehen waren, vorläufig mit den vorhandenen Pt-Triebwagen betrieben. Zahlreiche Diskussionen über die Zukunft der Stadtbahn über viele Jahre hinweg zögerten schließlich die Anschaffung weiterer U3-Wagen lange Zeit hinaus. Durch den Ausbau des Netzes und steigende Fahrgastzahlen Anfang der 1990er Jahre wurde aber klar, dass es ohne eine Erweiterung des Fuhrparks bald zum Fahrzeugmangel kommt. So beschloss die Stadt Frankfurt die Beschaffung von vorerst nur 39 neuen Triebwagen, wobei das Grundkonzept des U3-Triebwagens übernommen wurde. Die neue Baureihe wurde daher zunächst unter dem Arbeitstitel „U3-2000“ geführt, erhielt später jedoch trotzdem eine eigene Baureihenbezeichnung, weil es vor allem aus technischer Sicht erhebliche Unterschiede durch die Neukonstruktion gibt. Der Boom der Informationstechnologie wirkte sich in der Zwischenzeit stark auf die Verkehrstechnik aus, so dass selbstverständlich auch im U4-Wagen die meisten Abläufe von Mikroprozessoren gesteuert werden.

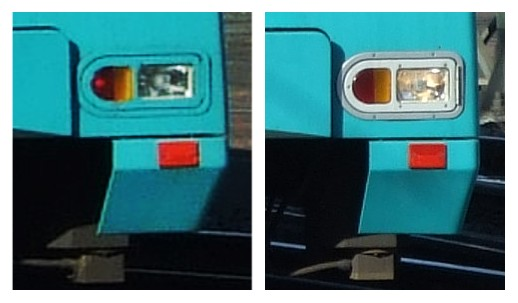
1. Serie (li.) / 2. Serie (re.)

Die Baureihe U4 wurde in zwei Lieferserien gebaut. Die erste Serie umfasst 18 Fahrzeuge mit den Nummern 501–518 und wurde zwischen 1994 und Herbst 1995 geliefert. Es gab eine zweite, 21 Fahrzeuge umfassende Lieferserie. Von der ersten Serie unterscheiden sich die neuen Wagen mit den Nummern 519–539 äußerlich lediglich durch ihre silberfarbenen Umrandungen an den Frontscheinwerfern. Technisch sind beide Serien voll kompatibel miteinander einsetzbar. Mit der Auslieferung des letzten Wagens am 7. August 1998 war der Fuhrpark der Baureihe U4 komplett.
Eine weitere Serie des U4-Wagens gibt es nicht. Stattdessen wurde als Nachfolger der U5-Triebwagen von Bombardier entwickelt. Damit ist die Baureihe U4 nach jahrelanger Kooperation der Stadtwerke Frankfurt mit Duewag und Siemens das bislang letzte Fahrzeug der Frankfurter U-Bahn, das dort in Auftrag gegeben wurde. Der U5-Wagen wird in sehr großen Stückzahlen seit Sommer 2008 geliefert und ist mit dem U4-Wagen kompatibel, so dass Triebwagen beider Baureihen gemeinsam im Zugverband verkehren können. Die Zulassung für gemischte Zugverbände durch die Technische Aufsichtsbehörde (TAB) erfolgte im Juni 2014.
Mittlerweile werden beide Baureihen nicht mehr im gemeinsamen Zugverband eingesetzt.

## Konstruktion und Technik
Als Zweirichtungsfahrzeug verfügt die Baureihe U4 beidseitig über vollständig ausgerüstete Führerstände. Das Fahrzeug besteht aus zwei Wagenkästen, die A-Teil und B-Teil genannt werden und bis auf wenige Ausnahmen identisch sind. Die beiden Wagenkästen stützen sich auf insgesamt drei zweiachsigen Drehgestelle. Nach dem Jakobs-Prinzip lagern beide Teile gemeinsam auf dem mittleren Drehgestell und sind dort über ein Gelenk, das den Übergang zwischen ihnen ermöglicht, miteinander verbunden. Aufgrund der komplett ebenerdigen Hochflurbauweise konnten die äußeren Drehgestelle wie beim U3-Wagen beliebig angeordnet werden, weil an den Türen keine Stufen vorhanden sind. Durch die Drehgestellanordnung sind die Fahreigenschaften besser als beispielsweise beim U2-Wagen. Aber auch die Einstiege konnten unabhängig vom Unterbau positioniert werden, so sind sie gleichmäßig über den Wagen verteilt. Der Wagen verfügt über insgesamt acht doppelflügelige Schwenkschiebetüren, davon vier in jedem Wagenteil und dort je zwei pro Wagenseite. Die Einstiege sind so angeordnet, dass es an jedem Türflügel genau eine Sitzgruppe gibt, womit der Fahrgastfluss optimal ist.
Im Zugbetrieb lassen sich Mehrfachtraktionen von bis zu vier Triebwagen bilden, die dann eine Gesamtlänge von bis zu knapp über 100 m haben.

### Elektrische Ausrüstung

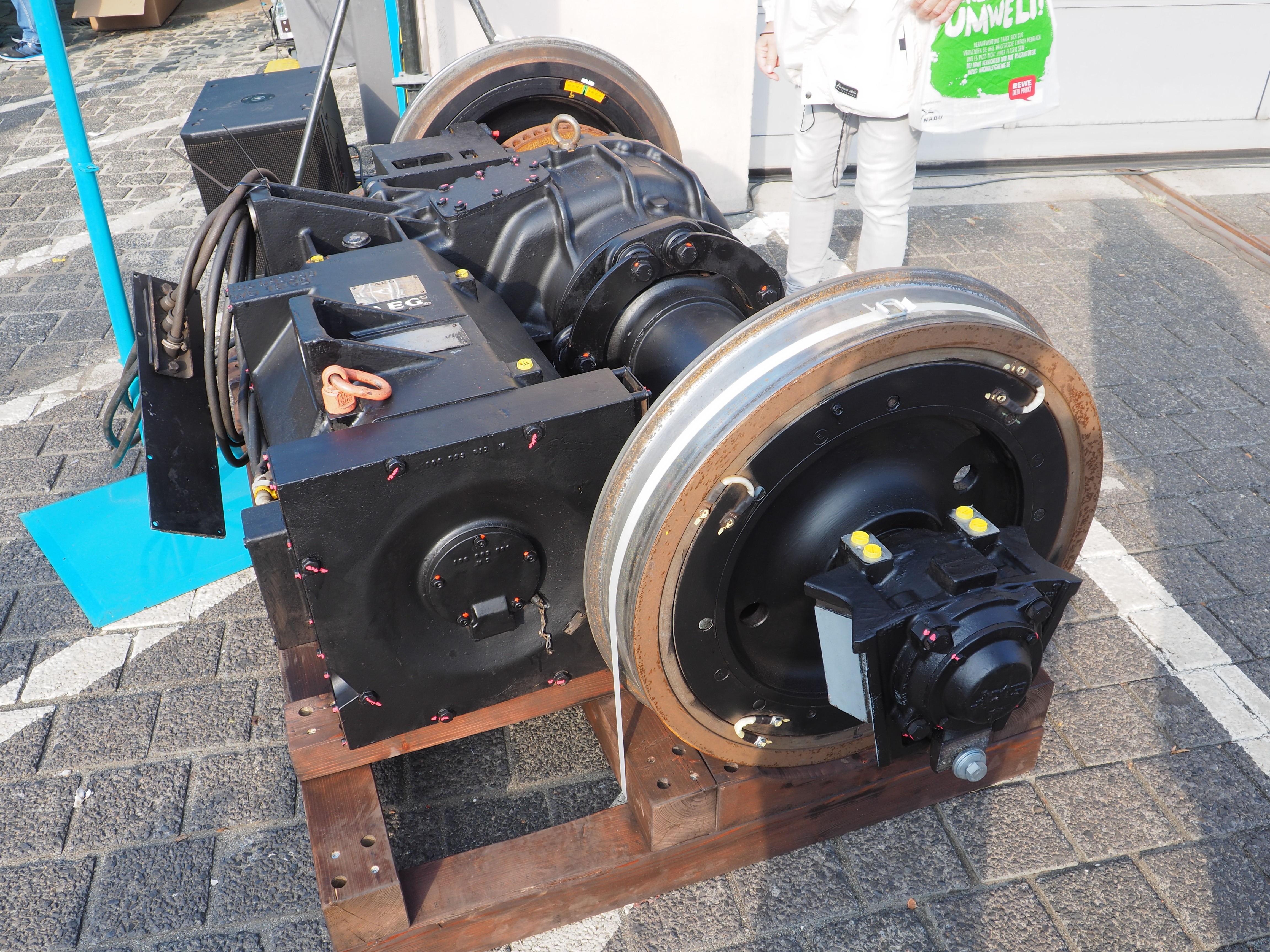
Achse mit Fahrmotor

Der Antrieb der Baureihe U4 erfolgt über insgesamt vier 130 kW starke Fahrmotoren. Angetrieben werden nur die Achsen der äußeren beiden Drehgestelle, das mittlere ist ein Laufdrehgestell. Die äußeren Triebdrehgestelle verfügen über je zwei Motoren, von denen jeder eine eigene Achse antreibt. Bei den Motoren handelt es sich um eigenbelüftete Drehstrom-Asynchronmaschinen des Typs BASu 4858/6 von AEG.
Das Bremssystem besteht aus einer kombinierten Nutzbremse und Widerstandsbremse, wobei die Funktion der Nutzbremse primär verwendet wird. Sie arbeitet als elektromotorische Bremse, welche die beim Abbremsen gewonnene Energie in die Fahrleitung zurückspeist. Zur Schonung der Motoren, Stromrichter und Triebdrehgestelle wird das Laufdrehgestell ebenfalls mitgebremst.
Beide Fahrzeugteile haben eine eigene Stromrichtereinheit, die die Fahrmotoren des Triebdrehgestells speist. GTO-Pulswechselrichter (PWR) wandeln den Gleichstrom der Fahrleitung für die Motoren in Drehstrom um. Die Stromrichtereinheit enthält neben dem PWR noch einen Zwischenkreiskondensator, ein Bremswiderstand sowie eine Netzdrossel und befindet sich in einer am Boden des Wagenkastens befestigten Wanne (jeweils unter den mittleren beiden Sitzgruppen/Fenstern).
Die Stromrichter erzeugen beim Anfahren und Bremsen das für den U4-Wagen typische Geräusch – ein sehr auffälliges Summen. Ein ähnliches, jedoch weniger intensives Geräusch der ersten Serie der Baureihe 423 (neuere Serien seit 2003 im Einsatz bei der S-Bahn) wird ebenfalls durch eine Drehstromtechnik bzw. die GTO-Thyristoren verursacht. Vorteil dieser Antriebsart ist eine stufenlose Steuerung gegenüber der klassischen Fahrstufen-Steuerung. Neuere Fahrzeuge arbeiten mit IGBTs und höheren Frequenzen, was die subjektive Lautstärke senkt.
Der U4-Wagen bezieht seine Energie über einen Einholm-Stromabnehmer auf dem Fahrzeugdach des A-Teils. Der Stromabnehmer ist am Gelenk nahe dem Drehpunkt des Laufdrehgestells positioniert. Der Hauptschalter des Triebwagens ist in einem Kasten unmittelbar neben dem Stromabnehmer (über der vom Führerstand A aus gesehen zweiten Tür). Jeweils ein Heizgerät befindet sich direkt neben dem Hauptschalterkasten und an gleicher Stelle auch auf dem Dach des B-Teils. Die Heizung ist abhängig vom Fahrspiel getaktet und hat daher einen geringen Energieverbrauch.

### Systemtechnik
Die Steuerungselektronik und Leittechnik der Baureihe U4 basiert auf SIBAS 16, einem Mikroprozessorsystem für Schienenfahrzeuge. Das SIBAS-System ist modular aus verschiedenen Steuergeräten aufgebaut. Diese kommunizieren auf Basis einer strengen BUS-Architektur miteinander, welche den Verdrahtungsaufwand gegenüber älteren Baureihen erheblich verringert hat. Die Busse, über die die einzelnen Geräte verbunden sind, lassen sich grob in zwei Gruppen aufteilen:
- Ein Fahrzeugbus (oder Wagenbus) übernimmt interne Kommunikations- und Steuerungsaufgaben eines Triebwagens.
- Ein Zugbus stellt die Verbindung aller miteinander gekuppelten Triebwagen im Zugverband her.

Kernstück der Steuerung ist das zentrale Steuergerät (ZSG), das sich im Fahrerraum des A-Teils befindet. Neben übergeordneten Steuerungsfunktionen hat es noch weitere Aufgaben, zu denen beispielsweise das Bus-Management sowie Diagnose- und Überwachungsfunktionen gehören. Im Zugbetrieb erfolgt über den Zugbus die Kommunikation mit den ZSGs anderer Fahrzeuge. Diese sind dem ZSG des führenden Wagens, welches die Master-Funktion übernimmt, untergeordnet. In den Führerständen befinden sich Displays zur Anzeige von Betriebszuständen und Störungsmeldungen des ZSG.
Der Fahrzeugbus stellt die wageninterne Verbindung vom ZSG zu den beiden Antriebssteuergeräten (ASG) her. Pro Wagenteil gibt es ein ASG, das jeweils eine Stromrichtereinheit steuert, der wiederum jeweils zwei der insgesamt vier Fahrmotoren zugeordnet sind. Die ASG sind unter einer Sitzbank unmittelbar über den Stromrichtern eingebaut, wodurch der Leitungsweg und Anfälligkeit für elektromagnetischen Störungen minimiert werden.
Außerdem gibt es eine Reihe von sogenannten KLIP-Stationen, die dezentrale Schnittstellen zur Eingabe und Ausgabe von digitalen und analogen Signalen bieten. Sie sind über den Steuerbus, einem fahrzeuginternen Wagenbus, mit dem ZSG verbunden. An diesen KLIP-Stationen sind einzelne Peripheriegeräte angeschlossen, wozu unter anderem die Heizungs-, Lüftungs-, Beleuchtungs- und Türsteuerung (Ausgabe) sowie die Bedienelemente im Fahrerraum (Eingabe) zählen. Sie bieten auch die Option zum Anschluss einer Klimaanlage, deren Einbau beim U4-Wagen aus statischen Gründen nur für die Fahrerkabinen erfolgt.

### Integriertes Bordinformationssystem

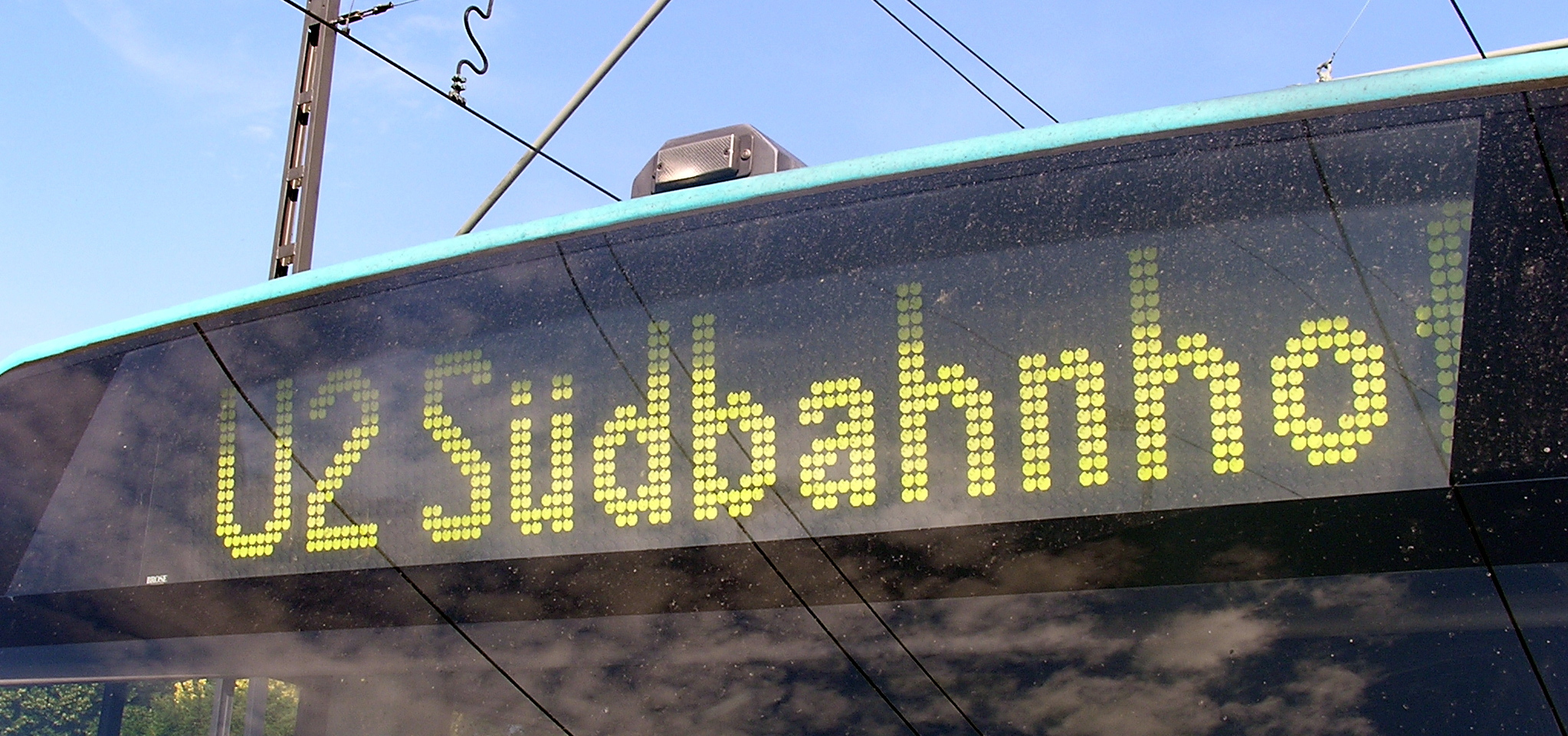
Zugzielanzeige

Die Baureihe U4 wurde erstmals mit einem Integrierten Bordinformationssystem (IBIS) ausgeliefert. In einigen älteren Fahrzeugen wurde dieses System später nachgerüstet. Zum IBIS gehört neben Fahrgastsprechstellen zum Fahrer und dem Funkgerät, das die Verbindung zur Betriebsleitstelle herstellt, auch ein Fahrgastinformationssystem (FIS). Der U4-Wagen besitzt als erstes Stadtbahnfahrzeug in Frankfurt ein digitales Fahrgastinformationssystem, das aus je einer Zugzielanzeige an den Wagenköpfen sowie einem Haltestellenanzeige- und -ansagesystem im Fahrgastraum besteht.
Wie die SIBAS-Leittechnik ist auch das Bordinformationssystem streng BUS-orientiert aufgebaut und verfügt ebenfalls über einen eigenen Zugbus und Fahrzeugbus. Den Kern bildet hier die IBIS-Zentrale, die sich im B-Teil des Fahrzeugs befindet und an beide Busse angebunden ist. Der Zugbus sorgt ausschließlich für die Kommunikation mit den IBIS-Zentralen anderer Wagen im Zugbetrieb, während der Fahrzeugbus die einzelnen IBIS-Komponenten und Bediengeräte in den Führerständen mit der Zentrale verbindet. Über den IBIS-Fahrzeugbus besteht auch eine Verbindung zwischen der IBIS-Zentrale und dem zentralen SIBAS-Steuergerät (ZSG).

### Innenausstattung

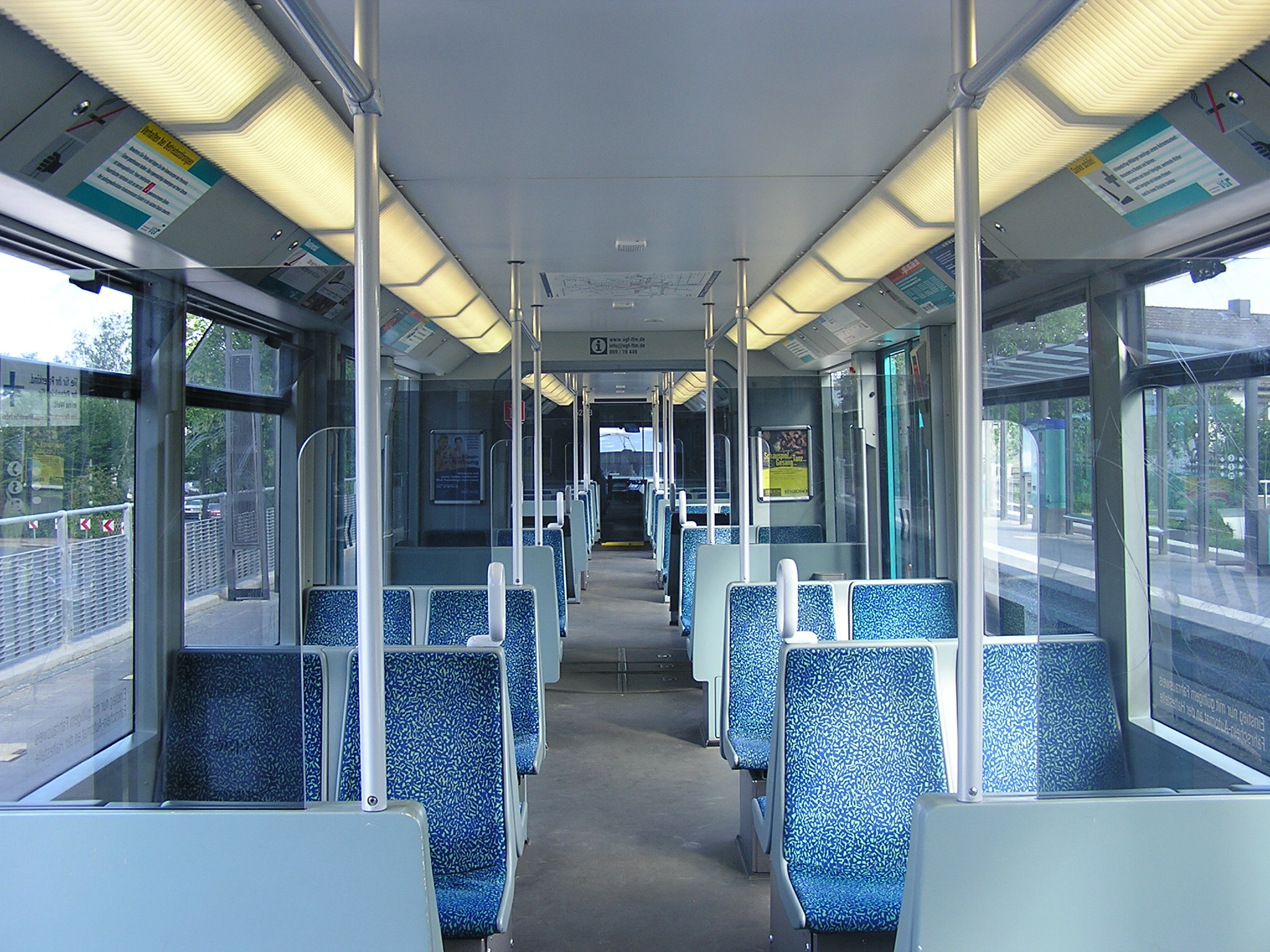
Innenraum

Die Aufteilung des Innenraums ist vom U3-Wagen übernommen worden, da sie sich dort sehr gut bewährt hat. Die Sitzplätze sind in Gruppen von je vier Plätzen angeordnet – zwei Plätze je Bank und zwei gegenüberliegende Bänke je Gruppe. Um Vandalismus vorzubeugen, werden statt Polstersitzen Hartschalensitze verwendet, die mit einem blau-grün gemusterten Stoff bezogen sind. Hinter jedem Seitenfenster verbirgt sich eine Sitzgruppe. Insgesamt ergibt sich damit eine Anzahl von 16 Vierer-Sitzgruppen mit theoretisch 64 Plätzen. Der Wagen hat jedoch nur 59 gewöhnliche Sitzplätze, da es zwischen dem Gelenk und der benachbarten Tür im B-Teil einen kleinen Mehrzweckbereich gibt, in dem die Plätze einer Sitzgruppe als Klappsitze ausgeführt sind. Zusätzlich fehlt in der gegenüberliegenden Sitzgruppe ein Sitzplatz. Dieser Freiraum ist als Platz für Rollstühle oder Kinderwagen vorgesehen. Im Rahmen des Redesigns werden analog zum U5-Triebwagen die Haltestangen gelb und die Türbereiche orange lackiert.

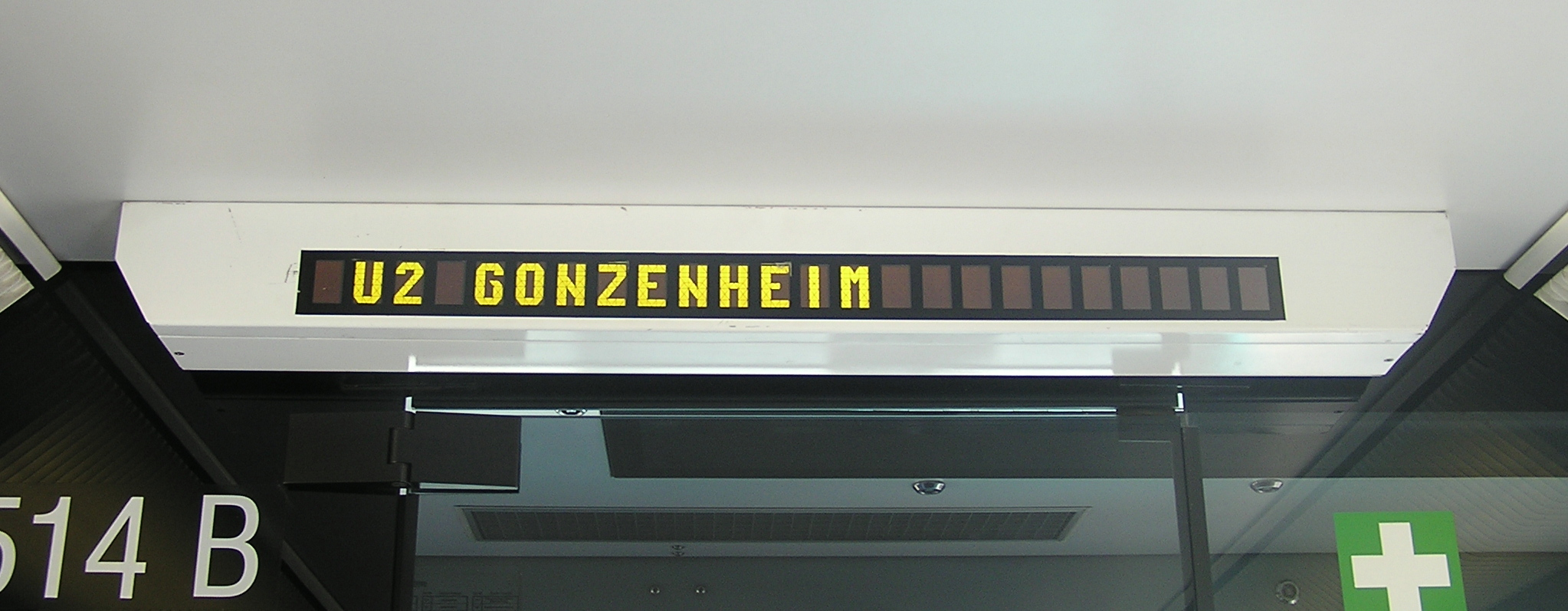
Innenanzeige des FIS

Der Fahrgastraum wird durch zwei parallele, außenliegende Lichtreihen an der Decke gleichmäßig beleuchtet. Wie alle anderen älteren Baureihen besitzt auch der U4-Wagen keine Klimaanlage, was wegen der großen Glasflächen und begrenzten Anzahl an Klappfenstern im Sommer zu sehr hohen Temperaturen im Innenraum führt. Entgegen früheren Informationen kann nach Angaben der VGF die Baureihe nicht mit Klimaanlagen für den Fahrgastraum ausgestattet werden, da die Dachlast zu hoch würde. Im Rahmen eines Redesigns werden daher seit Ende 2010 nur Klimaanlagen für die Fahrerkabinen nachgerüstet. Dafür wurden die Lüftung überarbeitet und weitere Klappfenster sowie Lüftungsgitter in den Türen eingebaut.
Der Fahrerraum ist durch eine Glastür und großflächige Glasscheiben vom Fahrgastraum abgetrennt. Die Scheiben sind stark getönt, um das Licht aus dem Fahrgastraum zu filtern, da Reflexionen in der Frontscheibe sonst die Sicht des Fahrers behindern würden. Über der Tür befinden sich an beiden Wagenenden einzeilige LCD-Segmentanzeigen des Fahrgastinformationssystems, welche die Liniennummer und den Namen der jeweils nächsten Haltestelle anzeigen. Damit werden die Fahrgäste neben der akustischen Lautsprecheransage auch optisch informiert. Im Rahmen des Redesigns werden die Anzeigen gegen solche wie bei der Nachfolgebaureihe U5 - die gemeinsame Traktion beider Baureihen ist geplant - ausgetauscht. Diese können auch die folgenden Haltestellen und die Ausstiegsseite anzeigen.
Die Modernisierungen aller Fahrzeuge (Mit Ausnahme der Unfallwagen 517, 532) wurden mit dem letzten Wagen 536 im August 2017 abgeschlossen.

### Farbgebung und Design

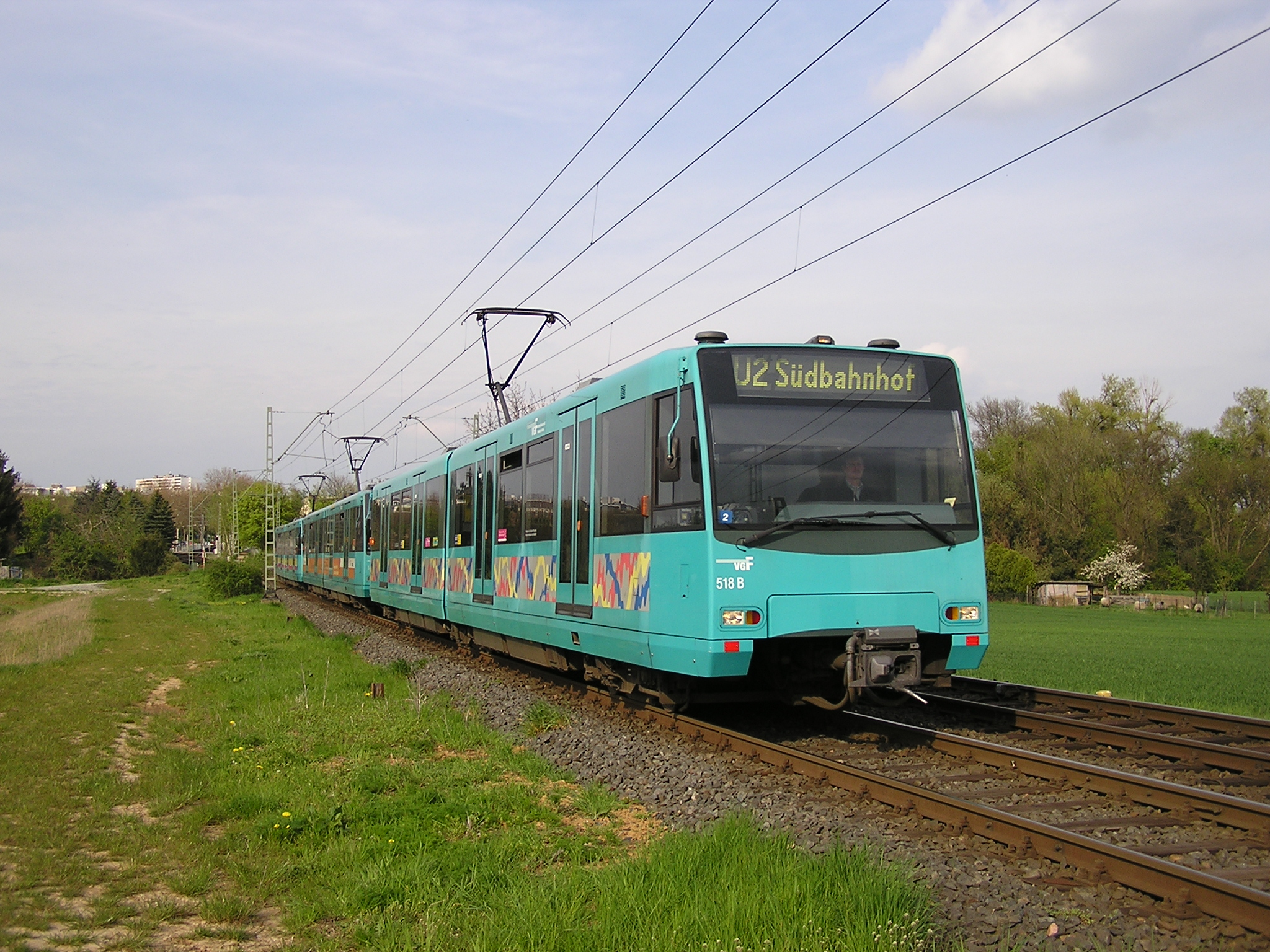
Wagen 518 mit Kontraststreifen

Mit dem U4-Wagen erhielt nach den vorherigen Farbgebungen rot/weiß und orange/elfenbein ein drittes Farbkonzept Einzug bei der Frankfurter U-Bahn. Die Wagen sind einfarbig in der Farbe subaru-vista-blue – einem dunklen Türkis-Ton – lackiert. Die neue Farbe wurde auch für viele ältere Fahrzeuge übernommen und wird mittlerweile im gesamten Frankfurter Nahverkehr verwendet. Das Design des U4-Wagens wurde von Herbert Lindinger entwickelt und in ähnlicher Form auch bei den Niederflurwagen der Baureihe R verwendet.
Die Seitenfenster des U4-Wagens sind dunkel getönt, haben keine abgerundeten Ecken und eine vergleichsweise große Fläche gegenüber früherer Baureihen. Durch schwarze Flächen in den Zwischenräumen wird ein fast durchgehendes dunkles Fensterband gebildet, das im Kontrast zum farbigen Wagenkasten steht. Nur die vier Einstiege jeder Seite unterbrechen dieses Band. Die Scheiben der Schwenkschiebetüren reichen fast bis zum Boden und wirken daher sehr schmal. Die Türöffnungsknöpfe sind nicht wie bisher außen seitlich des Einstiegs bzw. innen an einer Stange angeordnet, sondern beidseitig an der Glasscheibe eines Türflügels befestigt.
Aufgelockert wird der sonst sehr rechtwinklig gestaltete Wagenkasten durch eine nach oben hin leicht gebogene Fahrzeugfront sowie runde Elemente an den Scheinwerfern und an der Frontscheibe. Die Scheibe hat eine sehr große Fläche und nimmt in der Höhe etwa zwei Drittel und in der Breite die komplette Stirnseite ein. Über den Fahrerräumen sind hinter der Frontscheibe Zugzielanzeiger eingebaut, die aus einer Punktmatrix von bistabilen Anzeigeelementen bestehen und in gelber Schrift auf schwarzem Grund die Liniennummer und das Fahrtziel anzeigen.
Ausgeliefert wurden die Fahrzeuge 501 bis 524 mit sogenannten Kontraststreifen. Das sind Folien mit verschiedenen Motiven von farbigen, oft sehr bunten und abstrakten Formen, die unterhalb des Fensterbands beidseitig aufgeklebt sind. Mit der Modernisierung der Fahrzeuge wurden diese Folien entfernt und bis heute nicht mehr angewendet.
Alle Türen werden seit 2007 schrittweise mit gelben Pfeilen beklebt, um von Menschen mit Sehschwäche besser gesehen zu werden. Der Einstieg, an dem sich die Dreiersitzgruppe befindet, wird auf beiden Seiten zusätzlich noch mit einem gelben Streifen über der Tür markiert.
Zwischen 2009 und 2017 wurden die 37 verbliebenen U4-Wagen der Frankfurter U-Bahn umfassend modernisiert. Der Innenraum erhielt neue gelbe Haltestangen und orangefarbene Einstiegsbereiche zur besseren Orientierung für sehbehinderte Fahrgäste. Zudem wurden der Fußbodenbelag erneuert und acht zusätzliche Klappfenster eingebaut, da der Einbau einer Klimaanlage im Fahrgastraum aus statischen Gründen nicht möglich war. Zur Erhöhung der Sicherheit wurden vier Videokameras pro Wagen installiert, deren Aufnahmen 48 Stunden lang gespeichert werden. Technische Anpassungen ermöglichten den kombinierten Betrieb mit den neueren U5-Wagen, und der Führerstand erhielt eine Klimaanlage. Äußerlich wurden alle Fahrzeuge neu lackiert, wodurch sie einen neuwertigen Eindruck machten. Die vollständige Sanierung eines einzelnen Wagens dauerte sechs bis acht Monate und kostete rund 632.000 Euro. Die Modernisierung erhöhte den Fahrgastkomfort, verbesserte die Sicherheit und stellte die langfristige Einsatzfähigkeit der U4-Wagen sicher.
Auch danach wurden weitere kleine Modernisierungen bzw. Umbauten an den Fahrzeugen vorgenommen. So wurden die ursprünglichen Flip-Dot-Zugzielanzeigen durch hochauflösende weiße LED-Anzeigen (welche auch bei den jüngsten U-, Straßenbahn-, und Busfahrzeugen verwendet werden) ersetzt. Zudem werden die Fahrzeuge seit den 2020er-Jahren mit neuen LED-Scheinwerfern ausgestattet.

## Betrieb

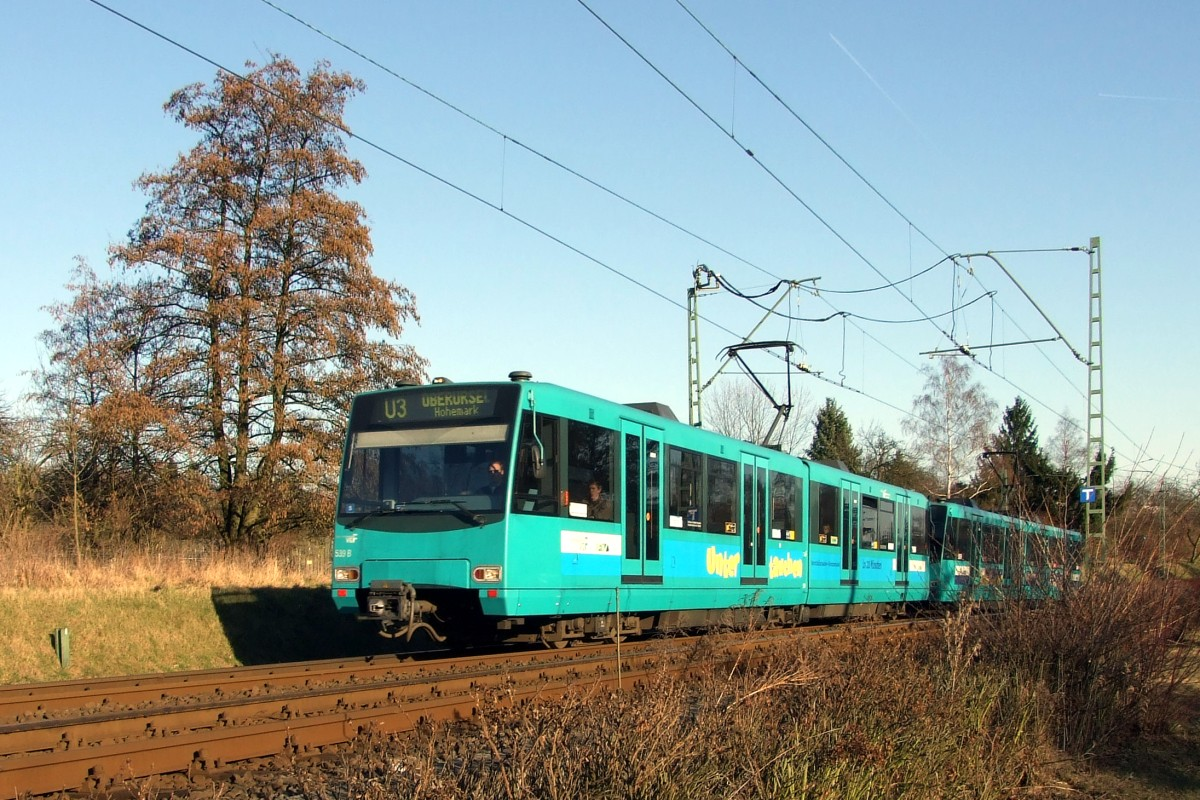
U4-Wagen samstags auf der Linie U3 in Niederursel

### Einsatz
Die U4-Wagen könnten wegen der angestrebten, einheitlichen Bahnsteighöhe von 80 cm überall im Streckennetz verkehren. Wegen ihrer Stationierung im Heddernheimer Betriebshof jedoch fahren die U4-Wagen derzeit ausschließlich auf der A-Strecke und der D IV-Strecke bzw. hauptsächlich auf den dortigen Linien U1, U2 und U9. Selten werden die Fahrzeuge auch auf den Linien U3 und U8 eingesetzt.
Einen barrierefreien, nahezu ebenerdigen Einstieg bietet die Baureihe U4 an den meisten Stationen der A-Strecke, die in der vergangenen Zeit auf einheitliche 80 cm Bahnsteighöhe umgebaut wurden. Nur noch zwei Stationen (Römerstadt und Niddapark) sind bisher noch nicht umgebaut, wodurch sich beim U4-Wagen eine Höhe von maximal 31 cm ergibt, die es beim Einstieg zu überwinden gilt. Als weiterer Fahrzeugtyp kommt auf der A-Strecke die ebenfalls großteils barrierefreie neue Baureihe U5 zum Einsatz, früher auch mit den U4-Wagen in Traktionen gemischt.
Je nach Tageszeit werden Züge mit ein bis vier U4-Triebwagen eingesetzt. Bedingt durch die größere Fahrzeuglänge im Vergleich zu den U2-Wagen und die kurze Ausführung des Bahnsteigs am U-Bahnhof Miquel-/Adickesallee kommt es dort hauptsächlich in der morgendlichen Hauptverkehrszeit zu einer Besonderheit. Wenn ein Zug aus vier Wagen der Baureihe U4 dort verkehrt, steht das hintere Ende des Zuges inklusive der letzten Tür bei dem Halt an der Station noch im Tunnel. Die letzte Tür wird automatisch nicht geöffnet, worüber die Fahrgäste zuvor durch eine spezielle Ansage sowie durch Hinweisschilder an der Tunnelwand informiert werden.

### Betriebshof
Alle Fahrzeuge der Baureihe U4 sind seit ihrer Auslieferung im Betriebshof Heddernheim und auch teilweise im Betriebshof Bommersheim beheimatet. Da sich der Betriebshof direkt an der A-Strecke befindet, können die Fahrzeuge von dort problemlos ein- und ausgeschoben werden sowie Züge durch An- und Abhängen von zusätzlichen Wagen innerhalb weniger Sekunden kurzfristig je nach Bedarf verlängert oder gekürzt werden.

### BOStrab
Obwohl der U4-Triebwagen ein Hochflurfahrzeug für den reinen Stadtbahnbetrieb ist, ist er mit Rückspiegeln sowie einer Fahrtrichtungs- und Warnblink-Signaleinrichtung (ugs. „Blinker“) ausrüstet und damit nach der BOStrab für den Straßenbahnbetrieb im Straßenverkehr zugelassen. Diese Eigenschaft ist notwendig, um die Fahrzeuge zu Reparatur- und Wartungsarbeiten von der A-Strecke über das Straßenbahnnetz durch Ginnheim und Bockenheim sowie die C-Strecke in die Stadtbahnzentralwerkstatt zu überführen.

### Unfälle
Am Morgen des 20. Februar 2007 ereignete sich der bisher schwerste Unfall der Baureihe U4. Aus ungeklärter Ursache fuhr ein aus vier Wagen bestehender Zug gegen 07:50 Uhr im U-Bahnhof Südbahnhof auf den Prellbock am Streckenende auf und rammte anschließend die den Tunnel abschließende Wand, wobei der Fahrer leicht verletzt wurde. Da sich der Unfall in der Wendeanlage ereignete, waren keine Fahrgäste im Zug. Die Auswirkungen auf den weiteren Betrieb der A-Strecke hielten sich in Grenzen, weil die Strecke durch den Unfall nicht unterbrochen war.
Die Fahrzeuge wurden während der nächtlichen Betriebspausen zunächst einzeln aus dem Tunnel geholt, um dann in die Stadtbahnzentralwerkstatt gebracht zu werden, die der letzte Wagen des Zugs bereits wenige Tage später wieder verlassen konnte. Die ersten drei Triebwagen (532, 517 und 522) wurden durch den Aufprall jedoch schwer beschädigt. Die beiden Teile des führenden Fahrzeugs mussten sogar getrennt aus dem Tunnel geborgen werden. 517 und 532 waren ausgemustert, 522 repariert und wieder in Betrieb genommen.
Am Abend des 5. April 2014 um 19:56 Uhr fuhr der U4-Wagen 511 in Ginnheim auf den Prellbock am Gleisende auf, wobei er nicht nur den Prellbock, sondern auch einen dahinter platzierten Oberleitungsmast umstieß, nachdem sich der Prellbock unter dem ersten Wagen drehte und ihn in die Höhe hob. Neun Fahrgäste und der Fahrer wurden dabei leicht verletzt. Der Zug wurde in der darauffolgenden Nacht durch die Feuerwehr zurück ins Gleis gehoben und in die Stadtbahnzentralwerkstatt überführt, die er jedoch wieder verlassen konnte. An der Strecke entstand durch den Unfall ein erheblicher Schaden (Schäden am Gleis und an der Oberleitung, ein Oberleitungsmast zerstört und ein Prellbock stark beschädigt), sodass der Betrieb der U1 und U9 zwischen den Haltestellen Ginnheim und Römerstadt erst am 13. April 2014 wieder aufgenommen werden konnte.